# Lucky Lindy!
«Lucky Lindy!'» es una canción de fox-trot compuesta por Abel Baer, con letra de L. Wolfe Gilbert . Fue publicado por Harmony en 1927. La canción fue la primera en celebrar el vuelo transatlántico de Charles Lindbergh en el Spirit of St. Louis y su aterrizaje en París. Entre 1927 y 1929, la Oficina de Derechos de Autor de los Estados Unidos registró trescientas solicitudes de canciones acerca del vuelo de Lindbergh.
La partitura puede ser encontrada en el Museo y Biblioteca Militar Pritzker.

## Letra
La partitura la describe como una "canción de Fox-Trot" y  estaba "Dedicada a la madre de 'Lucky Lindy'". 

La letra de Glibert, tal como está impresa en la partitura, es la siguiente:

From coast to coast we all can boast 

And sing a toast to one 

Who's made a name, for being game. 

He was born with wings as great 

As any bird that flies, 

A lucky star guides him afar.
CORO:

"Lucky Lindy," up in the sky 

Fair or windy, 

He's flying high 

Peerless, fearless, knows ev'ry cloud, 

The kind of a son makes a mother feel proud 

"Plucky Lindy" rides all alone 

In a little plane all his own; 

"Lucky Lindy" showed them the way 

And he's the hero of the day! 
Just like a child he simply smiled  

While we were wild with fear, 

This Yankee lad, the world went mad. 

Ev'rywhere they prayed for him 

To safely cross the sea, 

And he arrived in Gay Paree!
CORO (repetido):

"Lucky Lindy," up in the sky 

Fair or windy, 

He's flying high 

Peerless, fearless, knows ev'ry cloud, 

The kind of a son makes a mother feel proud 

"Plucky Lindy" rides all alone 

In a little plane all his own; 

"Lucky Lindy" showed them the way 

And he's the hero of the day!